# Fimbristylis sunilii
Espèce
Classification phylogénétique
Fimbristylis sunilii est une espèce de plantes à fleurs de la famille des Cyperaceae . Cette espèce est originaire d'Inde et a été décrite pour la première fois en l'an 2021.

## Description
Fimbristylis sunilii est une plante monocotylédone. Elle est pérenne. Cette espèce peut mesurer de 20 à 59 cm de haut.

## Habitat et écologie
Cette espèce a été découverte en Inde et plus précisément dans le sud des Ghâts occidentaux dans le Kerala à une altitude de 1 100 mètres.
Étant donné le manque de données concernant son aire de distribution, il est encore impossible de savoir si elle est menacée d'extinction ou non.